# Chiesa di San Defendente (Esino Lario)
La chiesa di San Defendente è un piccolo edificio religioso situato ad Agueglio, località del comune di Esino Lario, in provincia di Lecco. Appartiene alla parrocchia di San Vittore.
Dedicata a San Defendente, la chiesa si trova in un passo di montagna (passo di Agueglio) tra il Sasso di San Defendente (1326 m slm, a ovest) e il Sasso Mattolino e la Cima di Dasio (1508 e 1510 m slm, a est). È collocata lungo la strada provinciale 65 che collega Esino Lario ai comuni di Perledo, Parlasco e Cortenova.